# Christina Hoff Sommers

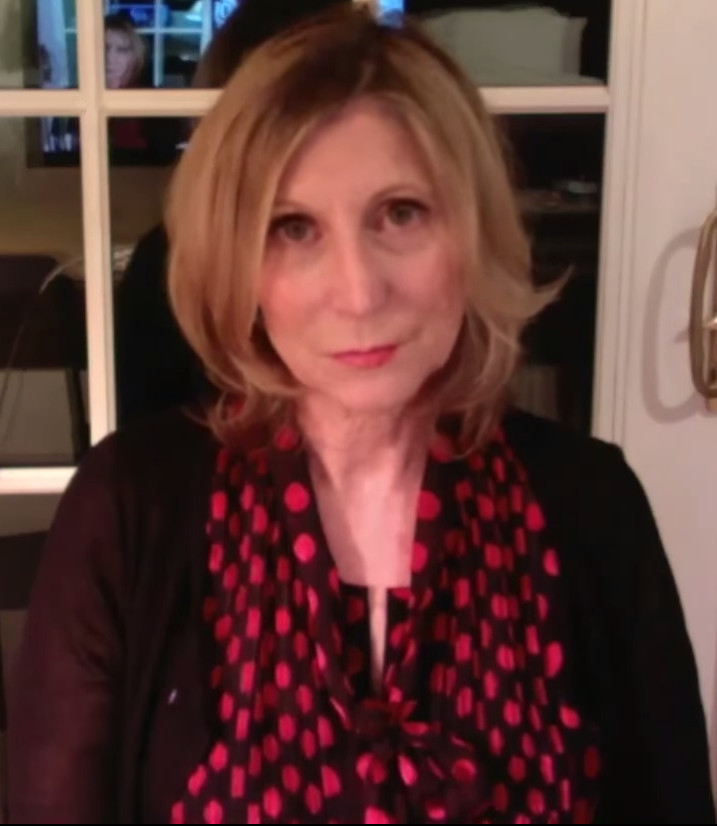
Christina Hoff Sommers

Christina Marie Hoff Sommers (* 28. September 1950 in Petaluma, Kalifornien) ist eine US-amerikanische Philosophin und Autorin.

## Leben
Christina Marie Hoff Sommers wurde als Tochter von Kenneth Hoff und Dolores White in eine jüdische Familie geboren. Ihren Bachelor erwarb sie an der New York University, bevor sie an der Brandeis University in Philosophie promovierte. An der University of Massachusetts Boston war sie als Dozentin für Philosophie und Ethik tätig. Von 1986 bis 1997 war sie Associate Professor an der Clark University. Seit 1997 arbeitet sie als Wissenschaftlerin der konservativen Denkfabrik American Enterprise Institute for Public Policy Research.
Während ihrer Zeit an der Brandeis University lernte sie den dort lehrenden Professor und Philosophen Fred Sommers kennen, den sie 1981 heiratete. Die Ehe hielt bis zu seinem Tod im Jahr 2014. Das Paar hat zwei gemeinsame Söhne.

## Themen
Hoff Sommers Themenschwerpunkte sind Jugendliche, Feminismus und die moralischen Werte in der US-amerikanischen Gesellschaft, die sie besonders unter dem Geschlechter-Aspekt betrachtet. Sie ist als entschiedene Gegnerin des akademischen Feminismus und der Ziele der Zweiten Welle der Frauenbewegung (seit den 1960er Jahren) bekannt geworden, die über eine reine rechtliche Gleichstellung von Mann und Frau hinausgehen. Eine Forderung nach Veränderung der traditionellen Geschlechterrollen und der vermeintlich patriarchalen Strukturen der Gesellschaft betrachtet sie als übertrieben frauenzentriert.
Diesem „Gender Feminismus“ (Gender Feminism), den sie im Mainstream des Feminismus und besonders im akademischen Feminismus vertreten sieht, stellt sie den „Gerechtigkeitsfeminismus“ (oder: „Feminismus der gleichen Rechte“, englisch Equity Feminism) (sie prägte diese Ausdrücke) entgegen. Dieser fordert eine juristische und zivile Gleichheit mit Männern, was in den USA grundsätzlich inzwischen umgesetzt sei.

„Die Frauen auf der Heilbrun Konferenz sind die neuen Feministinnen: Deutlich, mit einer Neigung zur Selbstdramatisierung und chronisch beleidigt. Viele der Frauen von diesem ‚Verärgert sein – Forum‘ besitzen eine feste Anstellung als Professorin an einer angesehenen Universität. Alle hatten auch eine gute und teure Ausbildung genossen. Und dennoch, wenn man ihnen zuhörte würde man nicht den Eindruck bekommen, dass sie aus einem Land kommen, in dem Männer und Frauen vor dem Gesetz gleich sind und der Frauenanteil an Universitäten höher ist als der von Männern.“

Hoff Sommers betont, dass „auch Frauen sexistisch sein“ können und es unbekannt sei, „wieviel von männlichem und weiblichem Verhalten biologisch oder kulturell determiniert ist“. Sommers bezeichnet sich selbst als Feministin, wird aber von Gegnern als antifeministisch gesehen, weil sie grundlegende Errungenschaften des Feminismus angreife.

## Bücher
- Vice and Virtue in Everyday Life: Introductory Readings in Ethics (1984) ISBN 0-15-594890-3
- Right and Wrong: Basic Readings in Ethics (1986) ISBN 0-15-577110-8
- Who Stole Feminism?: How Women Have Betrayed Women (1994) ISBN 0-684-80156-6
- The War against Boys: How Misguided Feminism Is Harming Our Young Men (June 2001) ISBN 0-684-84957-7
- One Nation Under Therapy: How the Helping Culture is Eroding Self-Reliance (2006) ISBN 978-0-312-30444-7
- The Science on Women in Science (2009) ISBN 978-0-8447-4281-6
- Freedom Feminism: Its Surprising History and Why It Matters Today (Values and Capitalism). (2013) ISBN 978-0-8447-7262-2